# Canet Roussillon Football Club
El Canet Roussillon Football Club es un equipo de fútbol de la región de Occitania en Francia que juega en el Championnat National 3, la quinta división de fútbol del país. Fundado en 1934 bajo el nombre de Club Olympique Perpignanais, el club llegó a la División 2 por primera vez en 1952, pero luchó por perpetuar su estatus profesional e hizo varios retornos al nivel amateur hasta la década de 1980.

## Historia
Fue fundado en el año 1932 en la ciudad de Canet-en-Roussillon con el nombre Club Olympique Perpignanais y han cambiado de nombre en varias ocasiones:
- Club Olympique Perpignanais (1934–1949)
- Stade Olympique Perpignanais (1949–1952)
- Perpignan Football Club (1952–1997)
- Sporting Perpignan Roussillon (1997–2001)
- Perpignan Football Catalan (2001–2002)
- Perpignan Canet Football Club luego de fusionarse con el FC Canet 66 (2002–2014)
- Canet Roussillon FC (2014-)

En 1945 juega por primera vez en la Ligue 2, la segunda división nacional, liga en la cual participó en 14 temporadas entre 1945 y 1996 donde su mejor participación fue un séptimo lugar en la temporada de 1992, además de contar con más de 80 participaciones en la Copa de Francia donde perdió la final de la zona libre de la temporada 1942/43 0-3 ante el Olympique de Marsella; y entre 1994 y 1997 participó en tres ocasiones en la Copa de la Liga de Francia.

## Palmarés
- División de Honor Languedoc-Roussillon: 2

1985, 2017
- División de Honor Regional: 1

2015

## Jugadores

### Jugadores destacados
| - Edson Carpegiani - Filhol Vital De Souza - César Rodríguez - Joël Ahache - Olivier Dall'Oglio - Stéphane Crucet - Lassina Diabaté - Christophe Baïocco - Philippe Chanlot - David Marraud - Philippe Buttignol - Jean-Philippe Javary - Pascal Camadini - Khaled Bensassi - Stéphane d'Angelo - Éric Deletang - Krzysztof Iwanicki - Boguslaw Pachelski - Philippe Mazzuchetti - Hippolyte Dangbeto | - Pascal Despeyroux - Patrice Eyraud - Gilles Leclerc - Georges Maurious - Jean-Luc Escayol - Milan Djurdjevic - Julien Poueys - Mathieu Puig - Olivier Frapolli - Hervé Alicarte - Guillaume Boronad - Jordi Delclos |

## Galería

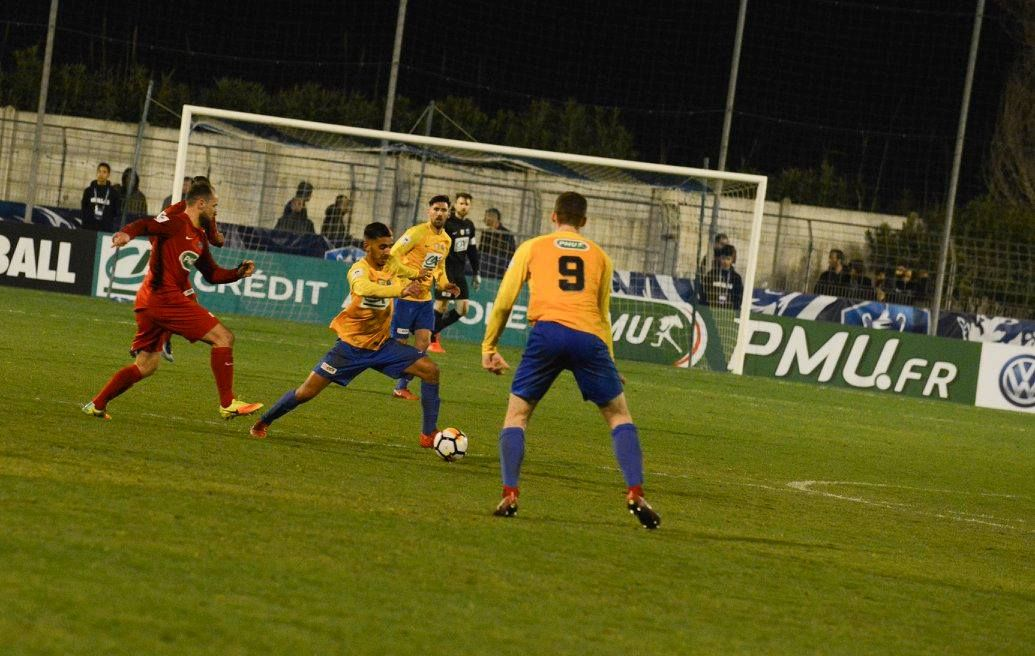
El Canet Roussillon FC en 2018.